# Касавченко, Георгий Васильевич
Георгий Васильевич Касавченко (1930 год, Северо-Кавказский край — 1990 год) — главный геолог Кызылкумской геологоразведочной экспедиции треста «Самаркандгеология» Министерства геологии Узбекской ССР, Самаркандская область. Герой Социалистического Труда (1971). Лауреат Ленинской премии.
В 1954 году окончил Северо-Кавказский горно-металлургический институт во Владикавказе и с этого же года начал работать геологом в различных регионах Узбекистана в составе треста «Самаркандгеология». В конце 1950-х годах в Узбекистане было обнаружено золотоносное месторождение Мурунтау. Разведкой этого месторождения было поручено заниматься тресту «Самаркандгеология», который создал Кызылкумскую геологическую экспедицию. В 1965 году Георгий Касавченко был назначен главным геологом этой экспедиции.
Указом Президиума Верховного Совета СССР от 20 апреля 1971 года «за выдающиеся успехи в развитии геологоразведочных работ и разведки месторождений полезных ископаемых» удостоен звания Героя Социалистического Труда с вручением ордена Ленина и золотой медали «Серп и Молот».
Был также награждён Ленинской премией. За открытие и разведку месторождения Мурунтау 11 геологов получили Ленинскую премию, в том числе начальник треста «Самаркандгеология» Илья Самойлович Сокол, главный геолог треста Валерий Александрович Талалов и первый главный геолог Кызылкумской экспедиция Герман Горин.
Скончался в 1990 году.